# Bernhar (Worms)
Bernhar († 21. März 826) war ein fränkischer Geistlicher, Bischof von Worms und Abt des Klosters Weißenburg im Elsass.

## Familiärer Kontext
Bernhar stammte wahrscheinlich aus einer Seitenlinie der karolingischen Königsfamilie und war auch mit der Frau von Einhard, Imma, verwandt.

## Wirken
Bernhar war Bischof von Worms, Nachfolger des bis 798 bezeugten Bischofs Erembert und so spätestens ab 799 Bischof von Worms. Weiter war er ab 811 zusätzlich Abt des Klosters Weißenburg im benachbarten Elsass. Er gehörte – zumindest zeitweilig – zum Hof Karls des Großen.
Bernhar war mindestens zwei Mal Mitglied von Delegationen, die König Karl zum Papst nach Rom entsandte:
- 799 gehörte er zu der Untersuchungskommission,[6] die das Attentat auf Papst Leo III. untersuchen sollte, aber auch die gegen den Papst erhobenen Vorwürfe.[7]
- 809/810 war er erneut Mitglied einer Delegation, die der Kaiser zu Papst Leo III. nach Rom entsandte, um diesen in der Filioque-Frage von seinem Standpunkt zu überzeugen. Die anderen Mitglieder der Delegation waren der Abt Adalhard von Corbie und Bischof Jessé von Amiens. Der Papst lehnte nach ausführlicher Diskussion der Frage diesen Zusatz zum Glaubensbekenntnis jedoch ab, weil das die – damals noch nicht eingetretene – Spaltung mit der byzantinischen Kirche bedeutet hätte.[8]

811 bemühte er sich zusammen mit anderen Bischöfen einen Streit zwischen Abt und Konvent des Klosters Fulda beizulegen. 813 war Bernhar führend an der Mainzer Reformsynode beteiligt.
Den politischen Bruch nach dem Übergang der Herrschaft von Karl dem Großen an seinen Sohn, Ludwig I. („der Fromme“) 814, scheint Bernhar unbeschadet überstanden zu haben.